# Odporność ogniowa
Odporność ogniowa, ognioodporność (niepoprawnie: ogniotrwałość) – zdolność elementu budynku do spełnienia określonych wymagań podczas pożaru. Miarą odporności ogniowej jest, wyrażony w minutach, czas od rozpoczęcia pożaru do osiągnięcia przez element budynku jednego z trzech kryteriów granicznych:
- nośności ogniowej (R) – element przestaje spełniać swoją funkcję nośną, wskutek zniszczenia mechanicznego, utraty stateczności, przekroczenia granicznych wartości przemieszczeń lub odkształceń
- szczelności ogniowej (E) – element przestaje spełniać swoją funkcję oddzielającą wskutek pojawienia się na powierzchni nienagrzewanej płomieni, powstania pęknięć lub szczelin o wymiarach przekraczających wartości graniczne, przez które przenikają płomienie lub gazy, albo element odpada od konstrukcji
- izolacyjności ogniowej (I) – element przestaje spełniać funkcję oddzielania wskutek przekroczenia temperatury granicznej na powierzchni nienagrzewanej.

Kryteria uzupełniające odporności ogniowej:
- przepuszczalność promieniowania (W)
- odporność mechaniczna (M)
- samozamykalność (C)
- ograniczenie rozprzestrzeniania się dymu (S)

## Klasy odporności ogniowej
Ognioodporność poszczególnych elementów budynku charakteryzują dwa lub trzy kryteria – nośność ogniowa R, szczelność ogniowa E, izolacyjność ogniowa I – określone w minutach, na przykład REI120 lub EI30.